# Nuggets (compilations)
Pour les articles homonymes, voir Nuggets.
Nuggets est le titre d’une série de compilations de chansons de garage rock et de rock psychédélique.

## Histoire
La première compilation, Nuggets: Original Artyfacts from the First Psychedelic Era, 1965-1968, a été composée par Lenny Kaye et est sortie en 1972 chez Elektra, sous la forme d’un double album de 27 chansons. Il permit de redécouvrir ce type de musique, presque oubliée et complètement passé de mode à l'époque. Il servit d’inspiration à plusieurs générations de musiciens et de maisons de disques indépendantes au long des années depuis sa sortie. La plupart de ces titres sont devenus des classiques et ont souvent été repris sur album ou en live par des groupes rock récents tels que the Heartbreakers, The Ramones, The Cramps, The Inmates ou The Fuzztones.
Le terme punk rock apparaît pour la première fois dans les notes de la pochette et sera repris et approprié quelques années plus tard pour qualifier la vague de groupes américains, britanniques et français du mouvement depuis appelé punk.
La popularité du genre engendra une demande pour un deuxième album qui n'est jamais sorti. De nombreuses autres maisons de disques reprirent l’idée à leur compte et sortirent des séries d’albums sur le même thème : Back from the Graves, Pebbles (plus de 20 albums), etc.
Dans les années 1990, Rhino Records a réédité le Nuggets de 1972 sous la forme d'un coffret de 4 CD, ainsi que plusieurs CD simples comprenant une sélection de titres du coffret. Ils ont connu un succès suffisant pour entraîner la parution de plusieurs autres coffrets :
- Nuggets II: Original Artyfacts from the British Empire and Beyond, 1964-1969 (2001)
- Hallucinations: Psychedelic Pop Nuggets from the WEA Vaults (2004)
- Come to the Sunshine: Soft Pop Nuggets from the WEA Vaults (2004)
- Children of Nuggets: Original Artyfacts from the Second Psychedelic Era, 1976-1995 (2005)
- Love Is the Song We Sing: San Francisco Nuggets 1965-1970 (2007)